# アブドゥッラシード・ハン1世
アブドゥッラシード（Abdurashid、1508年 - 1560年）今の中国西北部新疆ウイグル自治区にあったヤルカンド・ハン国のハン。

## 概要
最初のモグーリスタン・ハン国のハンだったトゥグルク・ティムールの子孫で、1508年にカシミールで生まれた。
身体的特徴は高身長と握力の強さが挙げられ、弓術に優れていた。音楽にも才能が有り、ヤルカンド・ハン国で非常に人気のあった音楽「シラシャンギズ」（Shirashangiz）の作曲を行ったり、ウイグル音楽の古典「12のムカム」をマスターしていたりした。また、ハールーン・アッ＝ラシードのように、服を着替えお忍びで人々に気づかれずに出かけるのが好きであった。このようなお忍びでホータンを3回訪れ、その3回目のホータン訪問途上、高地にて呼吸困難を引き起こし死亡した。